# Astrothamnus mindanaensis
Astrothamnus mindanaensis är en ormstjärneart som beskrevs av Döderlein 1927. Astrothamnus mindanaensis ingår i släktet Astrothamnus och familjen medusahuvuden. Inga underarter finns listade i Catalogue of Life.